# Theretra amara
Theretra amara är en fjärilsart som beskrevs av Swinhoe 1892. Theretra amara ingår i släktet Theretra och familjen svärmare. Inga underarter finns listade i Catalogue of Life.